# Emily Bluntová
Emily Olivia Laura Bluntová (* 23. února 1983 Londýn, Spojené království) je britská herečka. Je držitelkou několika ocenění, Zlatého glóbu a Ceny Sdružení filmových a televizních herců. V roce 2020 byla časopisem Forbes označena jako jedna z nejvýdělečnější hereček na světě.
Průlom zaznamenala v roce 2006, kdy ztvárnila hlavní role v komediálním dramatu Ďábel nosí Pradu a televizním filmu Gideon's Daughter, za nějž získala Zlatý glóbus za nejlepší herečku ve vedlejší roli. Dále účinkovala ve filmech Královna Viktorie (2009), Správci osudu (2011), Looper (2012), Na hraně zítřka (2014) či Čarovný les (2014).
Blunt získala uznání za své role v kriminálním filmu Sicario: Nájemný vrah (2015), thrilleru Dívka ve vlaku (2016) a hororu Tiché místo (2018), který režíroval její manžel John Krasinski, za kterou získala Cenu Sdružení filmových a televizních herců za nejlepší herečku ve vedlejší roli. Od té doby hrála v sequelech Mary Poppins se vrací (2018) a Tiché místo: Část II (2021), fantasy Expedice: Džungle (2021), westernové minisérii Angličanka (2022) a ztvárnila Katherine Oppenheimerovou v životopisném filmu Oppenheimer (2023). Za poslední zmíněnou roli obdržela nominaci na Oscara za nejlepší herečku ve vedlejší roli.

## Život
Emily Bluntová se narodila v Londýně jako druhá dcera Janice (Dixon), učitelky a bývalé herečky a Olivera Simona Petera Blunta, právníka. Má tři sourozence, Felicity, Sebastiana a Suzanne. Herectví vystudovala na Londýnské univerzitě.

## Kariéra
Na divadelních prknech hraje od roku 2001, zde v roce 2002 ztvárnila, mimo jiné, Julii ve známém Shakespearově dramatu Romeo a Julie.
U filmu debutovala v roce 2002 v britském televizním seriálu Foylova válka a následnou rolí královské dcery Isoldy v dramatu Královna bojovnice (2003). V roce 2004 si zahrála lesbickou roli ve snímku Moje léto lásky. V roce 2005 se objevila po boku Billyho Nigha a Mirandy Richardson v britském televizním dramatu Gideon's Daughter. Za roli získala Zlatý glóbus.
V roce 2006 si zahrála sekretářku Meryl Streepové společně s Anne Hathawayovou ve filmu Ďábel nosí Pradu, v témže roce vystupovala ve snímku Neodolatelný. V roce 2007 účinkovala v hororu Závan smrti, v témže roce si zahrála s Tomem Hanksem a Julií Robertsovou ve snímku Soukromá válka pana Wilsona.
Britskou královnu Viktorii ztvárnila v americko-britském historickém dramatickém filmu Královna Viktorie z roku 2009, za tuto hlavní roli byla nominována na Zlatý glóbus. V roce 2011 získala hlavní roli po boku Matta Damona ve filmu Správci osudu. Byla ji nabídnuta role ve filmu Captain America: První Avenger, ale roli odmítla.
V roce 2012 si zahrála s Jasonem Segelem v komediálním filmu Zásnuby na dobu neurčitou. Natočila sci-fi film Looper, po boku s Brucem Willisem a Josephem Gordon-Levittem.
V roce 2014 se objevila v hlavní roli po boku Toma Cruise ve filmu Na hraně zítřka. Ten samý rok získala roli pekařovy ženy v muzikálovém filmu Čarovný les. V roce 2015 si zahrála hlavní roli v kriminálním dramatu Sicario: Nájemný vrah, který režíroval Denis Villeneuve. V roce 2016 si zahrála s Chrisem Hemsworthem a Jessicou Chastainovou ve filmu Lovec. Zimní válka a ve filmu inspirovaném stejnojmennou knihou Dívka ve vlaku. Již podepsala smlouvu, že si v roce 2018 zahraje hlavní roli ve filmu Mary Poppins Returns, který bude sloužit jako sequel filmu Marry Poppins z roku 1964.

## Osobní život

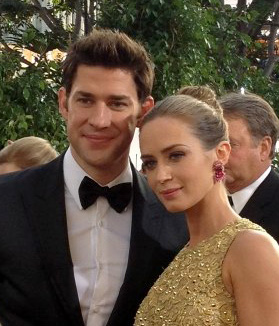
Emily Bluntová a její manžel John Krasinski na předávání Zlatých Glóbů v roce 2013

V roce 2005 se seznámila s kanadským zpěvákem Michaelem Bublé. Seznámili se v Melbourne v zákulisí při příležitosti udělování televizních cen Logie Awards a později žili společně ve Vancouveru. Rozešli se v roce 2008. V listopadu 2008 se seznámila s americkým hercem Johnem Krasinskim. Vzali se 10. července 2010 v italském Comu.
Emily Bluntová porodila 16. února 2014 dceru Hazel a v červnu 2016 se jí narodila druhá dcera Violet.
Její sestra Felicity, která pracuje jako literární agentka, se v roce 2011 zasnoubila s hercem Stanleyem Tuccim poté, co je Emily seznámila. Její bratr Sebastian je také herec.

## Filmografie

### Film
| Rok  | Název                       | Role                                       | Poznámky                 |
| ---- | --------------------------- | ------------------------------------------ | ------------------------ |
| 2004 | Moje léto lásky             | Tamsin                                     |                          |
| 2006 | Ďábel nosí Pradu            | Emily Charlton                             |                          |
| 2006 | Neodolatelný                | Mara                                       |                          |
| 2007 | Závan smrti                 | Dívka                                      |                          |
| 2007 | Život podle Dana            | Ruthie Draper                              |                          |
| 2007 | Soukromá válka pana Wilsona | Jane Liddle                                |                          |
| 2007 | Láska podle předlohy        | Prudie                                     |                          |
| 2008 | Velký Buck Howard           | Valerie Brennan                            |                          |
| 2009 | Královna Viktorie           | Královna Viktorie                          |                          |
| 2009 | Jarní úklid s.r.o.          | Norah Lorkowski                            |                          |
| 2010 | Neřízená střela             | Rose                                       |                          |
| 2010 | Vlkodlak                    | Gwen Conliffe                              |                          |
| 2010 | Gulliverovy cesty           | Princezna Mary                             |                          |
| 2011 | Gnomeo & Julie              | Julie (hlas)                               |                          |
| 2011 | Správci osudu               | Elise Sellas                               |                          |
| 2011 | Mupeti                      | Miss Piggy recepční                        |                          |
| 2012 | Zásnuby na dobu neurčitou   | Violet Barnes                              |                          |
| 2012 | Lov lososů v Jemenu         | Harriet Chetwode-Talbot                    |                          |
| 2012 | Sestra tvojí sestry         | Iris                                       |                          |
| 2012 | Looper                      | Sara                                       |                          |
| 2013 | Arthur Newman               | Michaela Fitzgerald / Charlotte Fitzgerald |                          |
| 2014 | Zvedá se vítr               | Naoko Satomi (hlas)                        | anglický dabing          |
| 2014 | Na hraně zítřka             | Seržantka Rita Rose Vrataski               |                          |
| 2014 | Čarovný les                 | Pekařova žena                              |                          |
| 2015 | Sicario: Nájemný vrah       | Kate Macy                                  |                          |
| 2016 | Lovec: Zimní válka          | Královna Freya                             |                          |
| 2016 | Dívka ve vlaku              | Rachel Watson                              |                          |
| 2017 | Křupaví mazlíčci            | Zoe Huntington (hlas)                      |                          |
| 2017 | My Little Pony Film         | Tempest Shadow/Fizzlepop Berrytwist (hlas) |                          |
| 2018 | Sherlock Koumes             | Julie (hlas)                               |                          |
| 2018 | Tiché místo                 | Evelyn Abbott                              |                          |
| 2018 | Mary Poppins se vrací       | Mary Poppins                               |                          |
| 2020 | Wild Mountain Thyme         | Rosemary Muldoom                           |                          |
| 2021 | Tiché místo: Část II        | Evelyn Abbott                              |                          |
| 2021 | Expedice: Džungle           | Lily Houghton                              |                          |
| 2023 | Oppenheimer                 | Katherine Oppenheimer                      |                          |
| 2023 | Obchodníci s bolestí        | Liza Drake                                 | také výkonná producentka |
| 2024 | Imaginární přátelé          | Róža (hlas)                                |                          |

### Televize
| Rok  | Název                                                    | Role                 | Poznámky                           |
| ---- | -------------------------------------------------------- | -------------------- | ---------------------------------- |
| 2003 | Královna bojovnice                                       | Isolda               | televizní film                     |
| 2003 | Jindřich VIII.                                           | Catherine Howard     | Televizní film                     |
| 2003 | Foylova válka                                            | Lucy Markham         | díl: War Games                     |
| 2004 | Hercule Poirot: Smrt na Nilu                             | Linnet Ridgeway      | díl: Death on the Nile             |
| 2005 | Zvláštní příběh Sherlocka Holmese a Arthura Conana Doyla | Jean Leckie          | televizní film                     |
| 2005 | Císař Augustus                                           | Camane               | 6 dílů                             |
| 2005 | Gideon's Daughter                                        | Natasha              | televizní film                     |
| 2009 | Curiosity                                                | Emma                 | krátkometrážní film                |
| 2009 | Simpsonovi                                               | Juliet Hobbes (hlas) | díl: Lisa the Drama Queen          |
| 2015 | Bitva playbacků                                          | sama sebe            | díl: Emily Blunt vs. Anne Hathaway |
| 2016 | Saturday Night Live                                      | moderátorka          | díl: Emily Blunt/Bruno Mars        |
| 2022 | Angličanka                                               | Cornelia Locke       | také výkonná producentka           |

### Divadlo
| Rok       | Název              | Role           | Poznámky                    |
| --------- | ------------------ | -------------- | --------------------------- |
| 2000      | Bliss              |                | Edinburgh Fringe Festival   |
| 2001–2002 | The Royal Family   | Gwen Cavendish | Theatre Royal Haymarket     |
| 2002      | Vincent in Brixton | Eugenie Loyer  | Národní divadlo Londýn      |
| 2002      | Romeo a Julie      | Julie          | Chichester Festival Theatre |